# Антоан Бурдел
Антоан Бурдел е френски скулптор и художник от края на 19. и началото на 20. век.
Бурдел е ученик на Александър Фалгиер. Посещава ателието на Жул Далу и в продължение на 15 години практикува при Огюст Роден. Преподава уменията си на множество ученици, сред които Анри Матис, Аристид Майол, Рене Ише, Алберто Джакомети, Жермен Ришие. Придобива световна известност с монументалните си скулптори, сред които Херкулес Стрелец.

## Биография
Роден през 1861 г., на 13-годишна възраст напуска училище, за да помага на баща си в неговото ателие за обработка на слонова кост. През 1876 г. получава стипендия за следване в Академията по изящни изкуства в Тулуза. По-късно продължава следването си в Националното училище по изящни изкуства в Париж. Напуска училището през 1886 г. Изхранва се като продава картини, работи известно време при Тео ван Гог.
Между 1893 и 1908 г. работи в ателието на Роден и участва в конкурс за изработка на паметник на загиналите от родния му Монтобан във Френско-пруската война. Първият макет, представен през 1896 г., е посрещнат много негативно, но в крайна сметка Бурдел получава поръчката, поради застъпничеството на Роден.
На 22 март 1904 г. сключва брак със Стефани Ванпарис, с която имат един син, Пиер.
През 1908 г. Бурдел напуска Роден и заминава за Полша. Там получава поръчка за изработка на паметник на Мицкевич, по който работи до смъртта си. Изработва бюст на Енгр, Бетовен във вятъра, Бетовен с двете ръце, Легналия овен.
На 17 юни 1918 г. сключва брак с Клеопатра Севастос, с която имат една дъщеря, Родиа.
През 1924 г. е произведен в командир на Ордена на почетния легион на Франция.
Умира на 1 октомври 1929 г. в Льо Везинет.
През 1949 г. в Париж е открит негов музей.

## Известни творби
- Плодът (Le Fruit), Париж
- Херкулес Стрелец, 1909, Ню Йорк, Метрополитън
- Паметник на Мицкевич в Париж, 1929
- Паметник на Алвеар, Буенос Айрес
- Паметник на загиналите във Френско-пруската война, Монтобан
- Свободата, Осака
- Силата на волята, Ке д'Орсе, Париж
- Пенелопа, 1912
- Адам, детайл, 1889, Хюстън, Тексас
- Сафо, 1925, Монтобан
- Жана Д'Арк, Бордо
- Кентавър, 1897